# Гласневин

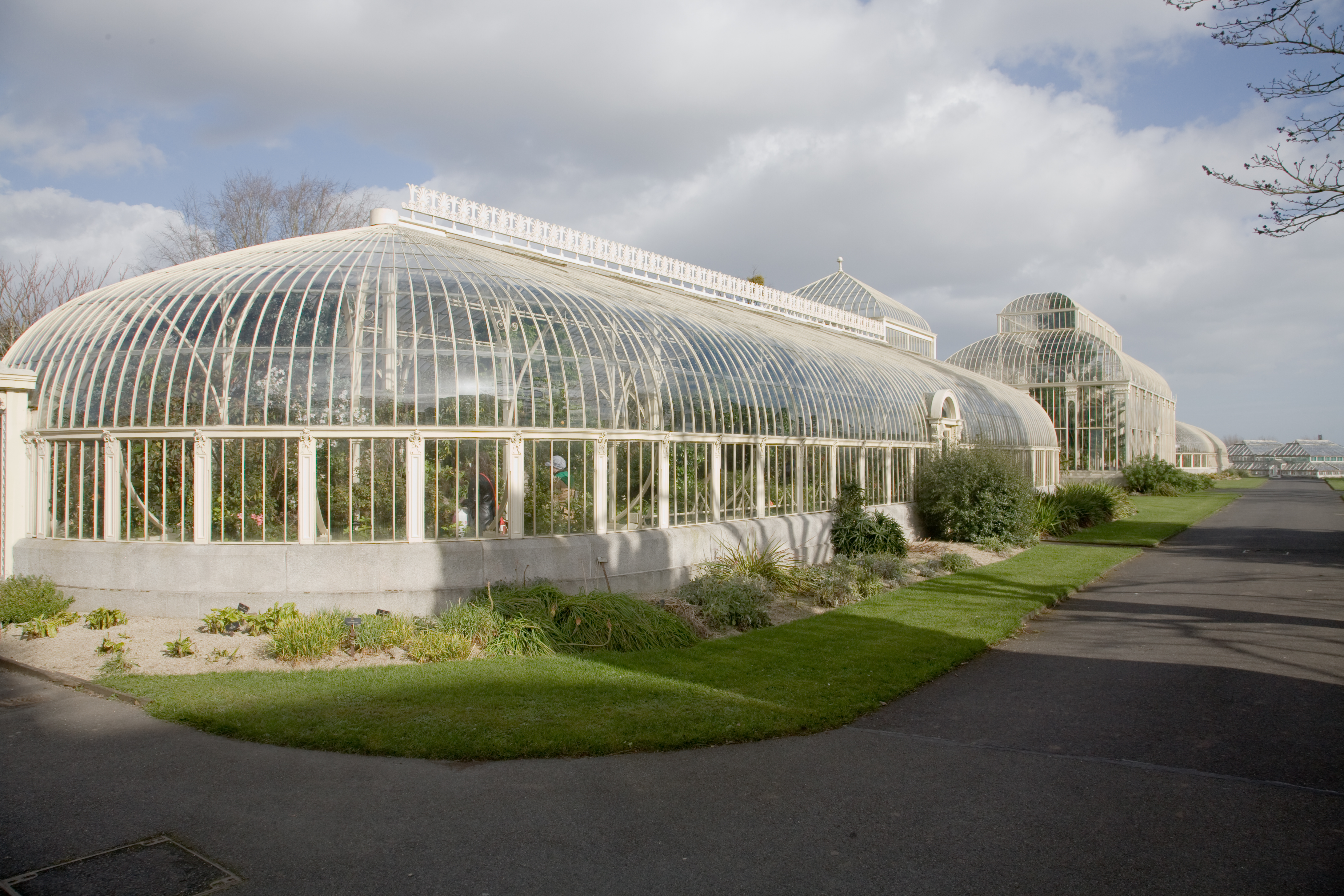
Ботанический сад

Гласневин (англ. Glasnevin; ирл. Glas Naíon) — городской район Дублина в Ирландии, находится в административном графстве Дублин (провинция Ленстер).
Местная железнодорожная станция была открыта 1 апреля 1901 года и закрыта 1 декабря 1910 года.